# Alara Kalama
Alara Kalama was een yogi in India en de eerste leraar van Gautama Boeddha.
Alara Kalama werd omschreven als een wijs man die meditatie cursussen gaf aan studenten en leefde als een zwervend leraar met een groep leerlingen om zich heen.
Er waren in die tijd acht niveaus van bewustzijn (de jhanas) bekend en Alara Kalama was bekend met het zevende niveau, het op een na hoogste niveau, hetgeen vaak wordt vertaald als "niets" of "leegheid". Gautama Boeddha was een snelle leerling en het lukte hem snel om de meditatie te perfectioneren. Alara Kalama dacht dat dit het hoogste niveau was, maar de Boeddha twijfelde hierover en besloot verder te gaan zoeken en Alara Kalama te verlaten.
Alara Kalama overleed op 1 december 531 v.Chr. Er werd gezegd dat het zeven dagen voor de verlichting van de Boeddha was. Boeddha wist niet waar hij eerst naartoe moest gaan. Hij dacht aan zijn eerste leraar en kreeg te horen dat Alara Kalama zeven dagen daarvoor was gestorven.